# Stazione di Villaguardia
La stazione di Villaguardia era una fermata posta lungo la linea Como-Varese attiva fra il 1885 e il 1966 che serviva Civello, frazione di Villa Guardia.

## Storia
La stazione, originariamente denominata "Civello", entrò in servizio il 5 luglio 1885, contemporaneamente alla linea ferroviaria da Como a Varese esercita dalla Società per le Ferrovie del Ticino (SFT).
Nel 1888 l'esercizio della linea passò alle Ferrovie Nord Milano.
Il 15 aprile 1928, in seguito alla fusione del comune di Civello nel nuovo comune di Villa Guardia, la fermata prese la nuova denominazione di "Villaguardia".
Il 14 dicembre 1948 venne attivato l'esercizio a trazione elettrica, a corrente continua alla tensione di 3 kV.
L'esercizio della linea venne soppresso il 31 luglio 1966, e gli impianti vennero smantellati dopo breve tempo.

## Strutture e impianti
La fermata disponeva di un fabbricato viaggiatori e del binario di circolazione, servito da una banchina.